# Place Dalida
La Piazza Dalida (in francese: Place Dalida) è una piazza situata nel quartiere Grandes-Carrières, a Montmartre tra le strade Rue L'Abreuvoir e Rue Girardon, nel XVIII arrondissement di Parigi.
Questa piazza venne intitolata in onore della cantante italo-francese Dalida, che viveva a 192 metri dalla piazza attuale, nella villa al numero 11 bis della Rue d'Orchampt.

## Origine del nome
Dalida (Il Cairo, 17 gennaio 1933 - Parigi, 3 maggio 1987) è stata una cantante e attrice di origine italiana naturalizzata francese. Ha vissuto a 192 metri dalla piazza che oggi prende il suo nome, in Rue d'Orchampt n. 11 bis nel quartiere parigino di Montmartre, dal 1962 fino al 1987 (anno del suo suicidio, avvenuto a causa di un’overdose di barbiturici).
Durante la sua carriera Dalida è diventata un'icona di tutta la Francia, essendo la prima donna a vincere un disco di diamante (nel 1981) e 55 dischi d'oro. Dopo la morte della cantante la sua casa, questa piazza e la sua tomba si sono trasformate in un vero e proprio luogo di pellegrinaggio per i fan che la ricordano, nonché una meta turistica per i visitatori di Montmartre.
Nel 1987 lo scultore Alain Aslan (Bordeaux, 23 maggio 1930 - Sainte-Adèle, Canada, 11 febbraio 2014), venne incaricato di scolpire una statua ad altezza naturale di Dalida per la sua tomba nel cimitero di Montmartre. Poi anche nel 1997, a 10 anni dalla scomparsa della cantante, per un busto di questa, che venne posizionato proprio nella Place Dalida.

## Antecedenti
Fino al 1996 il luogo era un semplice angolo che univa Rue L'Abreuvoir, in direzione nord-sud, Rue Girardon in direzione ovest-est, e l'Allée des Brouillards.
Il 5 dicembre 1996 l’incrocio, fino ad allora senza nome, con un decreto municipale viene chiamato Place Dalida, in onore della cantante scomparsa nel 1987.
Sempre in quell'anno anche la vendemmia di Montmartre  venne a lei dedicata.

## Inaugurazione
Il giorno 24 aprile 1997, il busto in bronzo, opera di Alain Aslan, fu solennemente inaugurato dall'allora sindaco parigino Jean Tiberi, di fronte al fratello della cantante, Orlando e una folla enorme di persone.

### Il busto
Il busto è composto da cinque blocchi di pietra di granito: il blocco più alto contiene una piastra con la scritta "YOLANDA GIGLIOTTI, dite DALIDA, chanteuse comédienne, 1933 - 1987" (in italiano "YOLANDA GIGLIOTTI, nota come, DALIDA, cantante attrice, 1933 - 1987”).
Accanto al busto bronzeo vi sono tre alberi. Da qui, si possono vedere Rue L'Abreuvoir ed in lontananza la Basilica del Sacro Cuore.

## Miti

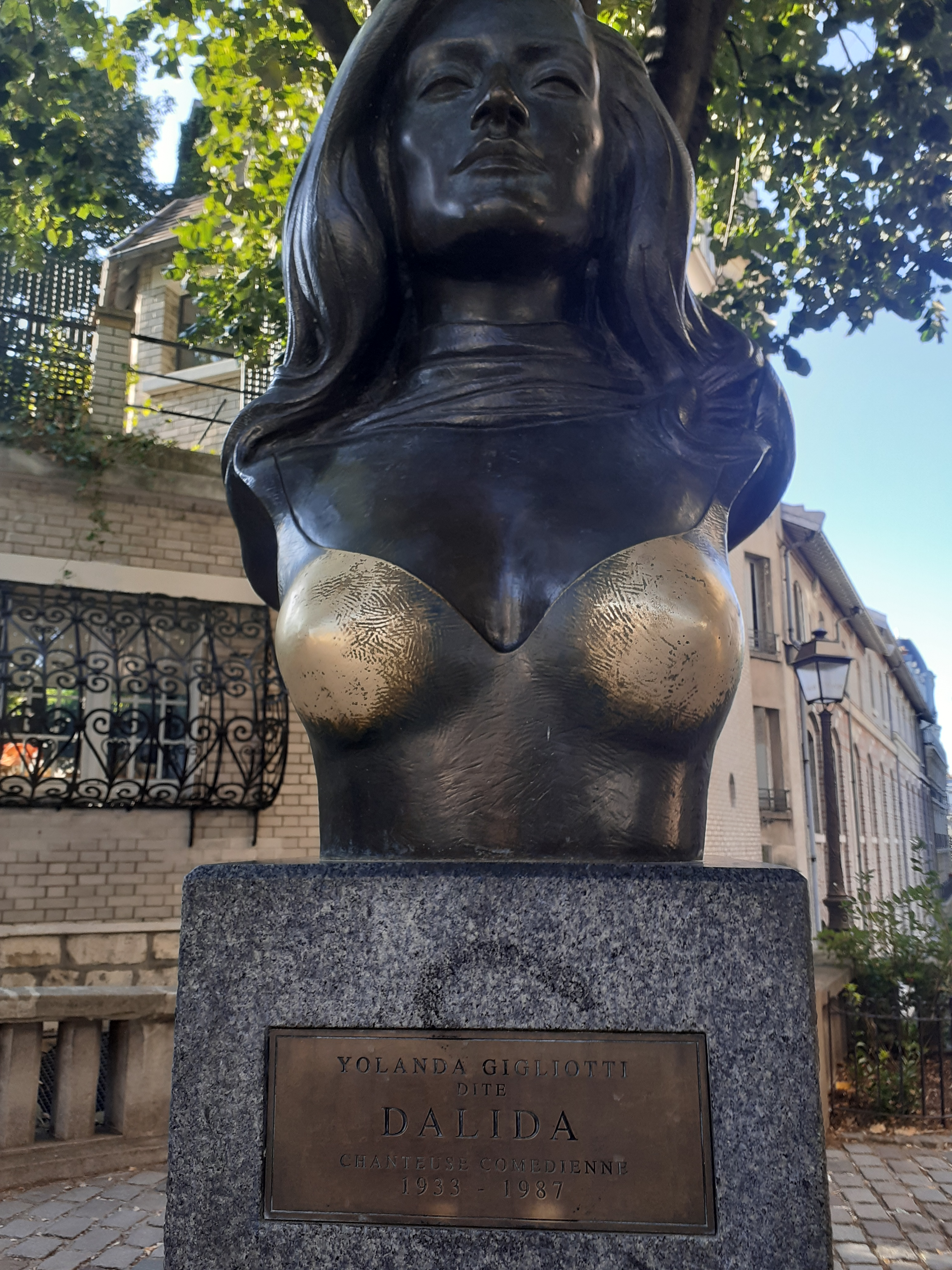
Il busto di Dalida

Diversi miti sono stati generati intorno al busto dalla sua inaugurazione, alcuni di essi sono:
- Ogni turista che tocca il seno della statua tornerà a La Ville Lumière.[Traduzione automatica]
- Chiunque tocchi il seno avrà fortuna nella vita e nell'amore.

### Luogo di pellegrinaggio
Alla piazza si accede prendendo la linea 12 della Metropolitana di Parigi fino alla fermata Lamarck - Caulaincourt oppure prendendo il bus nº 40, l'unico che percorre la collina di Montmartre, fermandosi al Moulin de la Galette.
Dal 1997 il luogo è diventato meta di pellegrinaggio per i fan della cantante italo-francese, essendo molto vicino alla villa dove abitava, è molto comune per le persone visitare i due siti, o fare un tour a partire da Place Dalida, passando per la sua casa, e terminare davanti alla sua tomba.
La piazza non è, purtroppo, priva di atti vandalici: durante le manifestazioni a sostegno di Theo, un giovane arrestato molto violentemente ad Aulnay-sous-Bois (Senna-Saint-Denis), causando l'impatto di abitanti, turisti e altri (ad esempio Pierre-Yves Bournazel, rappresentante di Montmartre), il busto di Dalida venne interamente imbrattato con delle bombolette spray.

## Nella cultura di massa
- Questa piazza appare nel titolo dello sparatutto in prima persona di Activision, Call of Duty: Modern Warfare 3, sulla mappa multiplayer "Resistance" di fronte al G.I.G.N. Francese contro le forze d'invasione russe, sulla mappa puoi vedere la piazza ma non il busto.
- Nel film francese 20 anni di meno (2013), durante una breve scena, i protagonisti Virginie Efira e Pierre Niney sono stati mostrati in questa piazza.
- Nel film 3 Days to Kill (2014), diretto da McG, con Kevin Costner, alcune scene sono state girate qui.
- Nella serie Netflix Emily in Paris la piazza viene usata come set fotografico per una pubblicità.
- Nel 4º episodio della 2ª stagione di Heartstopper delle ragazze in gita a Parigi si scattano dei selfie con il busto.